# Rallye Deutschland 2006
Die 25. Rallye Deutschland war der 9. Lauf zur FIA-Rallye-Weltmeisterschaft 2006. Sie dauerte vom 11. bis zum 13. August 2006 und es waren insgesamt 19 Wertungsprüfungen (WP) zu fahren.

## Klassifikationen

### Endergebnis
| WRC     |                   |                   |                        |           |                |    |
| 01      | Sébastien Loeb    | Daniel Elena      | Citroën Xsara WRC      | 3:28:34.1 | 00:00.0 0:00.0 | 10 |
| 02      | Dani Sordo        | Marc Martí        | Citroën Xsara WRC      | 3:29:07.9 | 00:33.8 0:33.8 | 8  |
| 03      | Marcus Grönholm   | Timo Rautiainen   | Ford Focus RS WRC      | 3:30:53.3 | 02:19.2 1:45.4 | 6  |
| 04      | Toni Gardemeister | Jakke Honkanen    | Citroën Xsara WRC      | 3:31:07.9 | 02:33.8 0:14.6 | 5  |
| 05      | Manfred Stohl     | Ilka Minor        | Peugeot 307 WRC        | 3:33:00.0 | 04:25.9 1:52.1 | 4  |
| 06      | Andreas Aigner    | Klaus Wicha       | Škoda Fabia WRC        | 3:34:16.7 | 05:42.6 1:16.7 | 3  |
| 07      | Jan Kopecký       | Filip Schovanek   | Škoda Fabia WRC        | 3:34:19.9 | 05:45.8 0:03.2 | 2  |
| 08      | Chris Atkinson    | Glenn Macneall    | Subaru Impreza S11 WRC | 3:35:59.1 | 07:25.0 1:39.2 | 1  |
| 09      | Mikko Hirvonen    | Jarmo Lehtinen    | Ford Focus RS WRC      | 3:36:59.8 | 08:25.7 1:00.7 | 0  |
| 10      | Gareth MacHale    | Paul Nagle        | Ford Focus RS WRC      | 3:41:30.2 | 12:56.1 4:30.4 | 0  |
| JWRC    |                   |                   |                        |           |                |    |
| 01 (16) | Kris Meeke        | Glenn Patterson   | Citroën C2 S1600       | 3:54:00.7 | 0:00.0         | 10 |
| 02 (17) | Bernd Casier      | Frédéric Miclotte | Renault Clio S1600     | 3:54:39.3 | 0:38.6         | 8  |
| 03 (19) | Pavel Valoušek    | Zdeněk Hrůza      | Suzuki Swift S1600     | 3:55:29.4 | 1:28.7 0:50.1  | 6  |

Insgesamt wurden 56 von 73 gemeldeten Fahrzeugen klassiert.

### Wertungsprüfungen
| Tag                         | WP                          | Name                 | Länge    | Start MESZ        | Gewinner        | Co-Pilot          | Auto              | Zeit    | Leader         |
| Tag 1 11. August            |                             |                      |          |                   |                 |                   |                   |         |                |
| --------------------------- | --------------------------- | -------------------- | -------- | ----------------- | --------------- | ----------------- | ----------------- | ------- | -------------- |
| Tag 1 11. August            | Service Bostalsee 08:30 Uhr |                      |          |                   |                 |                   |                   |         |                |
| Tag 1 11. August            | WP1                         | Ruwertal / Fell 1    | 20,40 km | 09:23             | Sébastien Loeb  | Daniel Elena      | Citroën Xsara WRC | 11:44.6 | Sébastien Loeb |
| Tag 1 11. August            | WP2                         | Dhrontal 1           | 11,14 km | 10:06             | Dani Sordo      | Marc Martí        | Citroën Xsara WRC | 07:18.7 | Sébastien Loeb |
| Tag 1 11. August            | WP3                         | Grafschaft Veldenz 1 | 17,12 km | 10:51             | Sébastien Loeb  | Daniel Elena      | Citroën Xsara WRC | 10:49.8 | Sébastien Loeb |
| Tag 1 11. August            | WP4                         | Moselwein 1          | 16,97 km | 11:41             | Dani Sordo      | Marc Martí        | Citroën Xsara WRC | 10:23.3 | Sébastien Loeb |
| Tag 1 11. August            | Service Bostalsee 12:56 Uhr |                      |          |                   |                 |                   |                   |         | Sébastien Loeb |
| Tag 1 11. August            | WP5                         | Ruwertal / Fell 2    | 20,40 km | 14:34             | Sébastien Loeb  | Daniel Elena      | Citroën Xsara WRC | 11:34.3 | Sébastien Loeb |
| Tag 1 11. August            | WP6                         | Dhrontal 2           | 11,14 km | 15:17             | Dani Sordo      | Marc Martí        | Citroën Xsara WRC | 07:18.2 | Sébastien Loeb |
| Tag 1 11. August            | WP7                         | Grafschaft Veldenz 2 | 17,12 km | 16:02             | Sébastien Loeb  | Daniel Elena      | Citroën Xsara WRC | 10:57.9 | Sébastien Loeb |
| Tag 1 11. August            | WP8                         | Moselwein 2          | 16,97 km | 16:52             | Sébastien Loeb  | Daniel Elena      | Citroën Xsara WRC | 10:20.4 | Sébastien Loeb |
| Tag 1 11. August            | Service Bostalsee 18:07 Uhr |                      |          |                   |                 |                   |                   |         | Sébastien Loeb |
| Tag 2 12. August            |                             |                      |          |                   |                 |                   |                   |         | Sébastien Loeb |
| Service Bostalsee 07:55 Uhr |                             |                      |          |                   |                 |                   |                   |         | Sébastien Loeb |
| WP9                         | Bosenberg 1                 | 22,52 km             | 08:86    | Jan Kopechý       | Filip Schovanek | Škoda Fabia WRC   | 13:02.7           |         | Sébastien Loeb |
| WP10                        | Panzerplatte 1              | 30,65 km             | 09:44    | Dani Sordo        | Marc Martí      | Citroën Xsara WRC | 18:09.5           |         | Sébastien Loeb |
| Service Bostalsee 10:44 Uhr |                             |                      |          |                   |                 |                   |                   |         | Sébastien Loeb |
| WP11                        | Erzweiler 1                 | 18,21 km             | 12:17    | Mikko Hirvonen    | Jarmo Lehtinen  | Ford Focus RS WRC | 10:46.0           |         | Sébastien Loeb |
| WP12                        | Panzerplatte 2              | 30,65 km             | 12:55    | Marcus Grönholm   | Timo Rautiainen | Ford Focus RS WRC | 18:03.5           |         | Sébastien Loeb |
| Service Bostalsee 13:55 Uhr |                             |                      |          |                   |                 |                   |                   |         | Sébastien Loeb |
| WP13                        | Erzweiler 2                 | 18,21 km             | 15:28    | Marcus Grönholm   | Timo Rautiainen | Ford Focus RS WRC | 10:42.4           |         | Sébastien Loeb |
| WP14                        | Bosenberg 2                 | 23,90 km             | 16:31    | Jan Kopechý       | Filip Schovanek | Škoda Fabia WRC   | 12:45.0           |         | Sébastien Loeb |
| WP15                        | St. Wendel                  | 5,84 km              | 17:19    | Sébastien Loeb    | Daniel Elena    | Citroën Xsara WRC | 03:05.0           |         | Sébastien Loeb |
| Service Bostalsee 17:59 Uhr |                             |                      |          |                   |                 |                   |                   |         | Sébastien Loeb |
| Tag 3 13. August            |                             |                      |          |                   |                 |                   |                   |         | Sébastien Loeb |
| Service Bostalsee 07:55 Uhr |                             |                      |          |                   |                 |                   |                   |         | Sébastien Loeb |
| WP16                        | Freisen / Westrich 1        | 19,60 km             | 08:38    | Toni Gardemeister | Jakke Honkanen  | Citroën Xsara WRC | 11:40.4           |         | Sébastien Loeb |
| WP17                        | Birkenfelder Land           | 13,68 km             | 09:23    | Dani Sordo        | Marc Martí      | Citroën Xsara WRC | 07:52.3           |         | Sébastien Loeb |
| WP18                        | St. Wendeler Land           | 16,37 km             | 10:11    | Toni Gardemeister | Jakke Honkanen  | Citroën Xsara WRC | 09:08.6           |         | Sébastien Loeb |
| WP19                        | Freisen / Westrich 2        | 19,60 km             | 10:44    | Toni Gardemeister | Jakke Honkanen  | Citroën Xsara WRC | 11:50.8           |         | Sébastien Loeb |

### Gewinner Wertungsprüfungen
| WP                | Anzahl | Fahrer            | Auto              |
| ----------------- | ------ | ----------------- | ----------------- |
| 1, 3, 5, 7, 8, 15 | 6      | Sébastien Loeb    | Citroën Xsara WRC |
| 2, 4, 6, 10, 17   | 5      | Dani Sordo        | Citroën Xsara WRC |
| 16, 18, 19        | 3      | Toni Gardemeister | Citroën Xsara WRC |
| 12, 13            | 2      | Marcus Grönholm   | Ford Focus RS WRC |
| 9, 14             | 2      | Jan Kopechý       | Škoda Fabia WRC   |
| 11                | 1      | Mikko Hirvonen    | Ford Focus RS WRC |

### Fahrer-WM nach der Rallye
| Pos. | Fahrer          | Punkte |
| ---- | --------------- | ------ |
| 1    | Sébastien Loeb  | 84     |
| 2    | Marcus Grönholm | 51     |
| 3    | Dani Sordo      | 41     |
| 4    | Manfred Stohl   | 24     |
| 5    | Mikko Hirvonen  | 21     |

### Team-Weltmeisterschaft
| Pos. | Team               | Punkte |
| ---- | ------------------ | ------ |
| 1    | Kronos Citroën WRT | 114    |
| 2    | Ford WRT           | 91     |
| 3    | Subaru WRT         | 63     |
| 4    | Peugeot Norway     | 41     |